# Années 40 av. J.-C.
Les années 40 av. J.-C. couvrent les années de 49 av. J.-C. à 40 av. J.-C.

## Événements

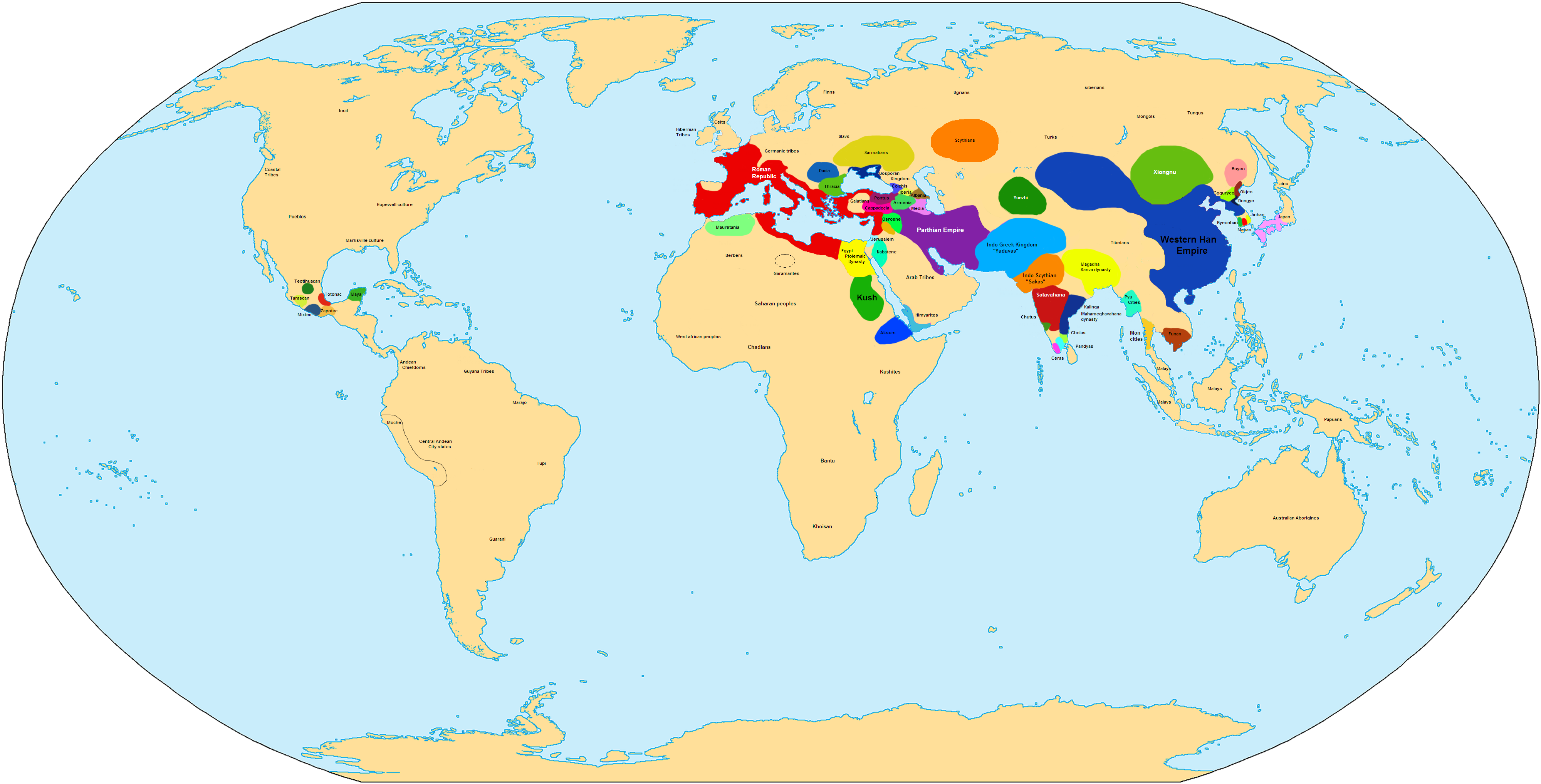
Le monde vers 50 av. J.-C.

- 49-45 av. J.-C. : guerre civile à Rome entre Jules César et Pompée[1]. Bataille de Dyrrachium (48 av. J.-C.). Bataille de Pharsale. Bataille de Thapsus.
- 49-46 av. J.-C. : crise financière à Rome. La conquête de la Gaule par César provoque un grand afflux d’or sur le marché romain. La valeur argent/or tombe de 1/11,91 à 1/8,93. Le trésor d’État du temps de César s’élève à 25 000 lingots et la monnaie à 40 millions de sesterces[2].
- 47 av. J.-C. : César confirme à Hyrcan II son titre de grand-prêtre et lui rend celui d’ethnarque. Le gouverneur Antipater de Judée reçoit le titre de procurateur[3].
- 46 av. J.-C. : introduction à Rome du calendrier julien[4].
- Entre 45 et 27 av. J.-C. : fondation en Gaule de la colonie romaines de Boutae (future Annecy).
- Ides de Mars 44 av. J.-C. : assassinat de Jules César[1].
- 43-30 av. J.-C. : troisième guerre civile entre Marc-Antoine et Octave[5].
- 43-36 av. J.-C. : révolte sicilienne[6].
- 41-40 av. J.-C. : guerre de Pérouse provoquée par la femme de Marc Antoine, Fulvie. Octave pille Pérouse occupée par Lucius Antonius, frère de Marc Antoine. Octave obtient l’Italie[7].
- 40 av. J.-C. : les Parthes occupent la Syrie et la Judée[8].

## Personnalités significatives
- Antipater
- Brutus
- Cassius
- Cicéron
- Cléopâtre VII
- Eunoé, femme du roi Bogud de Maurétanie.
- Hérode Ier le Grand
- Jules César
- Lépide
- Octave
- Marc Antoine
- Pompée